# Cimetière du Grand Jas

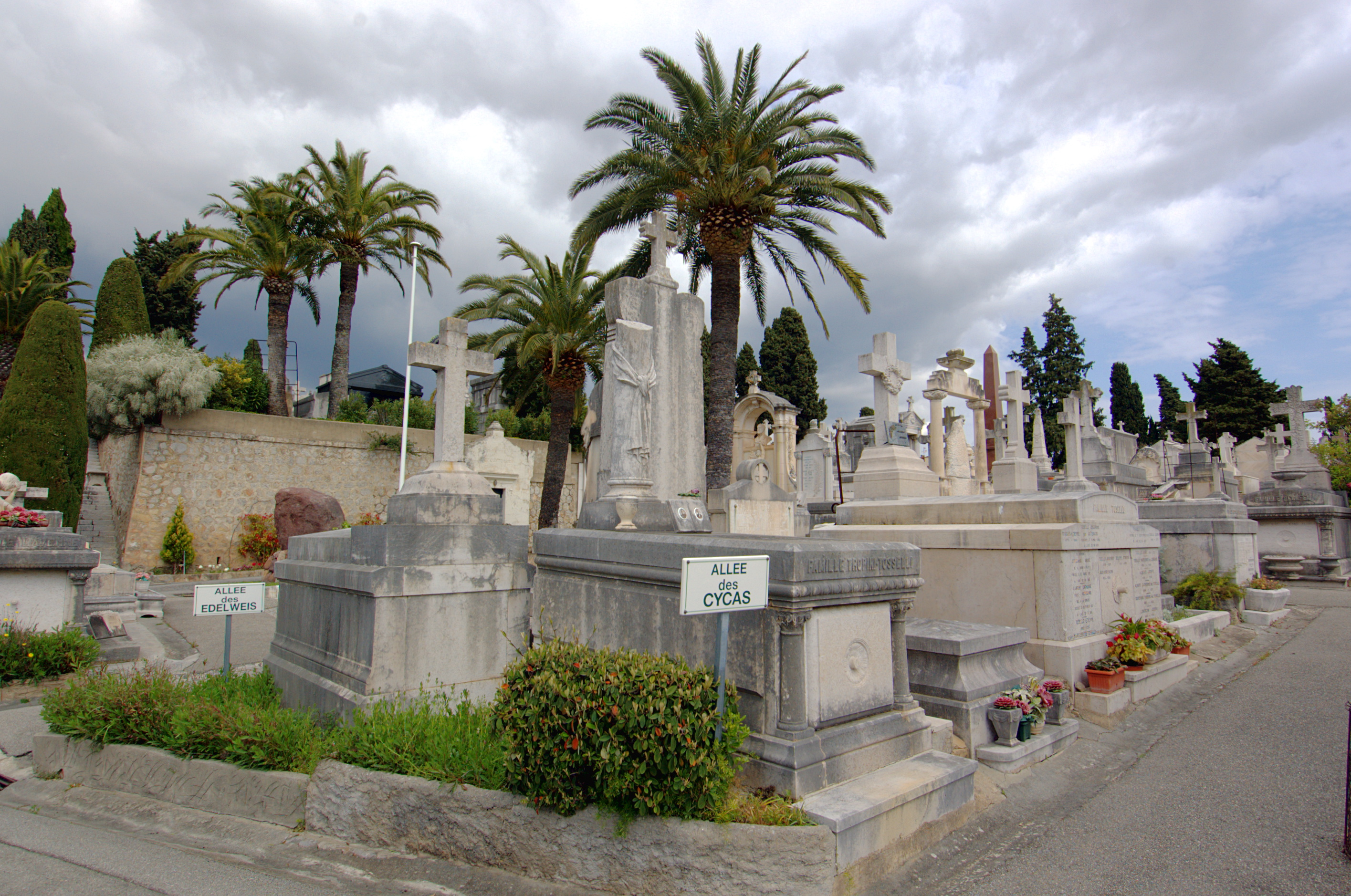
Blick auf einen Friedhofsweg des Cimetière du Grand Jas

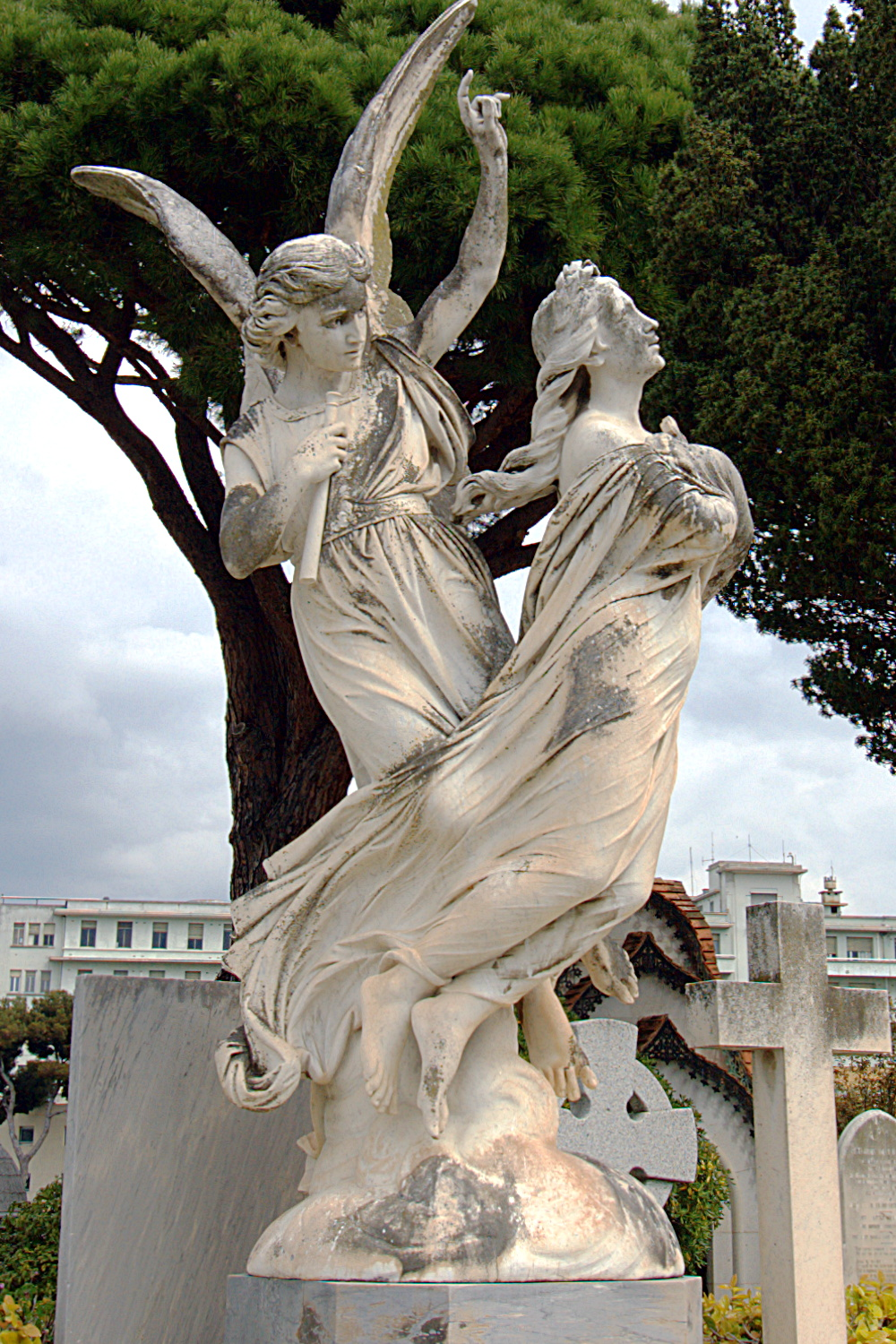
Friedhofsstatuen

Der Cimetière du Grand Jas ist ein berühmter Friedhof in Cannes. Er liegt in der Avenue de Grasse 205, an der französischen Riviera.
Mitte des 19. Jahrhunderts hielten der 1000 m² große Cimetière du Suquet (ehemals auf dem Grundstück des École Méro, in der Rue des Suisse beheimatet) und der im März 1851 vollendete, 4000 m² große Cimétiere du Caroubier dem Bevölkerungsschub aus den französischen Kolonien beziehungsweise dem Ausland nicht mehr stand. Daraufhin entschied sich die Gemeinde von Cannes am 20. Oktober 1865 in einer Abstimmung für den Bau einer 20.000 m² großen neuen Friedhofsanlage im Nordosten der Stadt, an der Straße nach Grasse, die im Volksmund den Namen „le Grand Jas“ (dt.: „großer Vieh-“ beziehungsweise „Schafsunterstand“ oder „großer Offenstall“) trug. Trotz negativer Stimmen, die die Auslastung des Cimetière du Caroubier als ausreichend betrachteten beziehungsweise die entfernte Lage des neuen Friedhofs kritisierten, wurde der Cimetière du Grand Jas am 1. März 1866 fertiggestellt. Die Weihung erfolgte mehr als zwei Wochen später, am 17. März 1866.
Heute erstreckt sich der Cimetière du Grand Jas auf einer Fläche von neun Hektar und ist damit auch der größte innerstädtische Park von Cannes. Der terrassenförmig angelegte Friedhof gilt aufgrund seiner attraktiven Lage und Gartenarchitektur, des alten Baumbestands und seines reichen Blumenschmucks als eine der bekanntesten Friedhofsanlagen in Südfrankreich und dient der einheimischen Bevölkerung ebenso als Rückzugsort vom städtischen Treiben.
Auf dem Friedhof fand eine Reihe bekannter Persönlichkeiten des öffentlichen Lebens ihre letzte Ruhestätte. Speziell für die englischstämmigen Einwohner Cannes’ wurde auf dem Cimetière du Grand Jas der Cimetière Anglais, das „englische Karree“ angelegt, der von der Statue von Henry Brougham, 1. Baron Brougham and Vaux dominiert wird. Der britische Anwalt und Staatsmann spielte Mitte des 19. Jahrhunderts eine führende Rolle beim Ausbau der Stadt.

## Einige berühmte Personen, die auf dem Cimetière du Grand Jas begraben sind
- Henry Brougham, 1. Baron Brougham and Vaux (1778–1868), britischer Anwalt und Staatsmann, „Entdecker“ und Bauherr Cannes’
- Eugène Brieux (1858–1932), Dramatiker
- Jorge Cuevas Bartholin, Marquis de Cuevas (1885–1961), amerikanisch-chilenischer Ballettkompanie-Gründer, Ehemann von Margaret Rockefeller Strong de Larraín, Marquesa de Cuevas
- Martine Carol (1920–1967), Schauspielerin
- Jean Gabriel Domergue (1889–1962), Maler und Plakatkünstler
- Ernest Duchesne (1874–1912), Wissenschaftler
- Carl Peter Fabergé (1846–1920), russischer Goldschmied und Juwelier
- Georges Guétary (1915–1997), Sänger und Schauspieler
- Olga Chochlowa (1891–1955), russische Primaballerina und erste Ehefrau Pablo Picassos
- Apo Lazaridès (1925–1998), französisch-griechischer Radsportler
- Klaus Mann (1906–1949), deutscher Schriftsteller
- Prosper Mérimée (1803–1870), Schriftsteller
- Jacques Monod (1910–1976), Biochemiker und Nobelpreisträger
- Marquis de Morès (1858–1896), Abenteurer
- Lily Pons (1898–1976), französisch-US-amerikanische Opernsängerin
- Emmanuel Signoret (1872–1900), Autor
- John Stairs (1823–1888), kanadischer Geschäftsmann
- Marcel Thil (1904–1968), Boxweltmeister
- Paul von Thurn und Taxis (1843–1879), als Paul de Fels, Vertrauter von König Ludwig II.
- Laurent Vianay (1843–1928), Architekt
- William Bonaparte-Wyse (1862–1892), irischer Poet und Insektenkundler

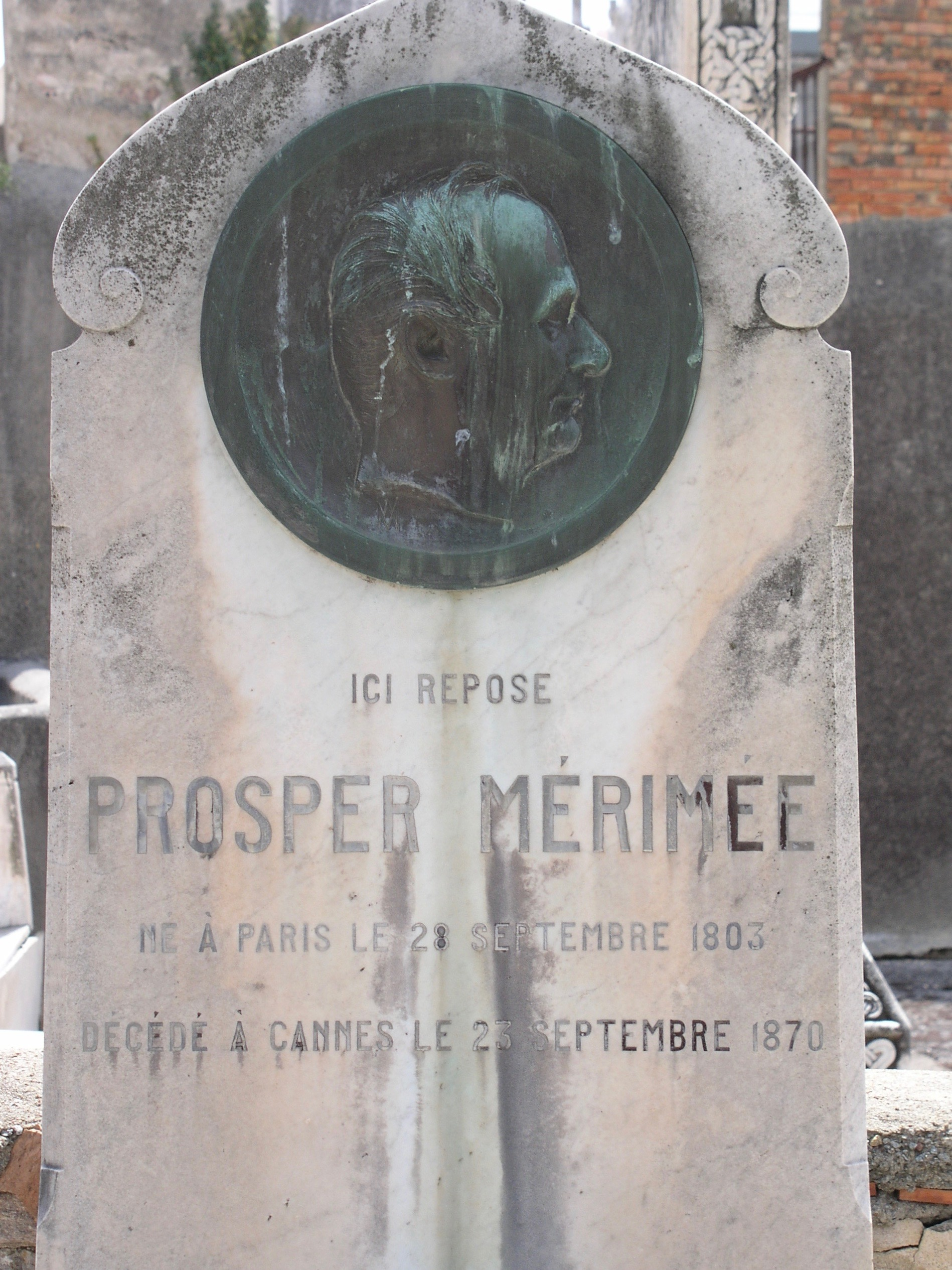
Grab Prosper Mérimées
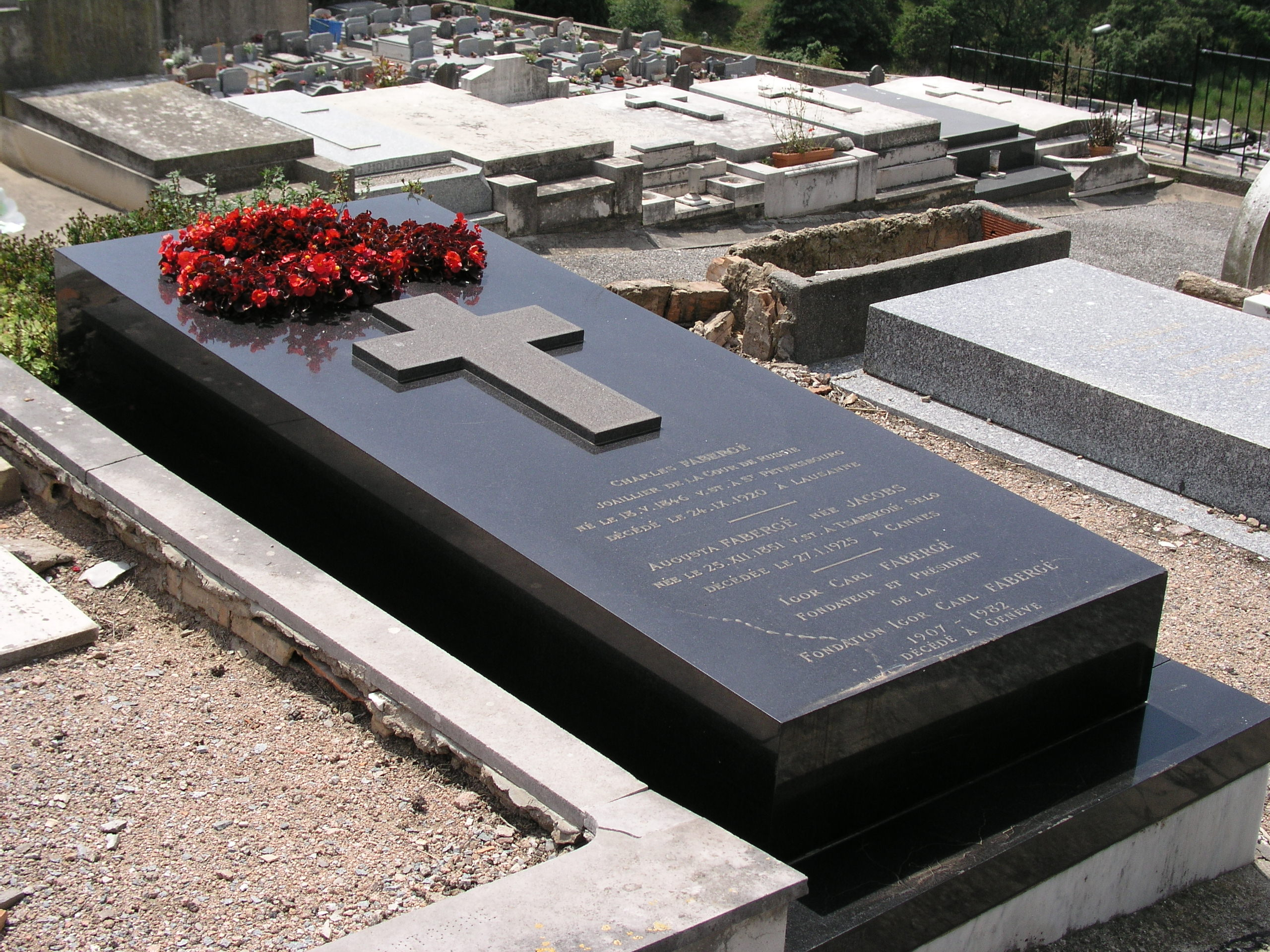
Begräbnisstätte der Familie Fabergé
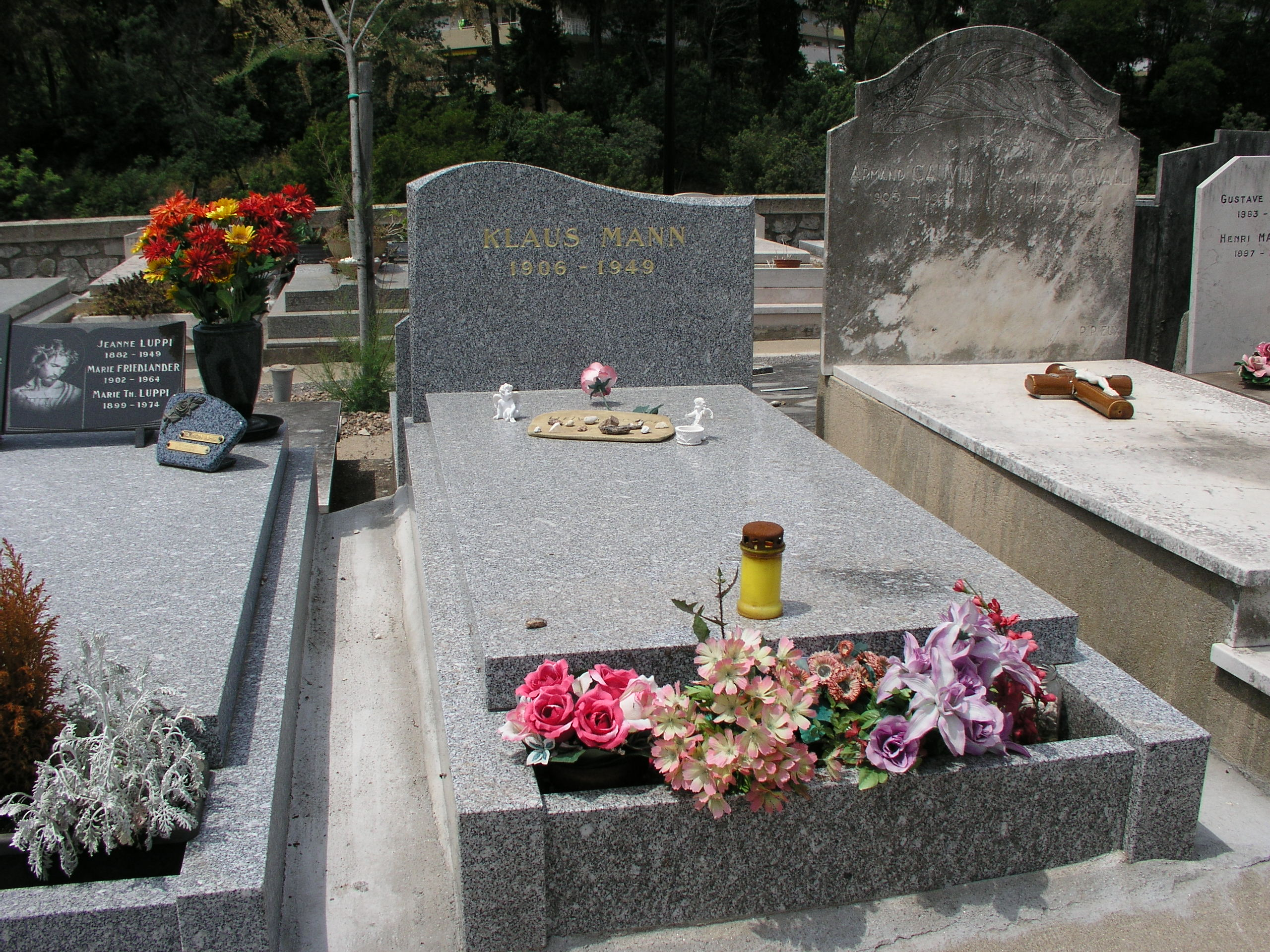
Grab von Klaus Mann
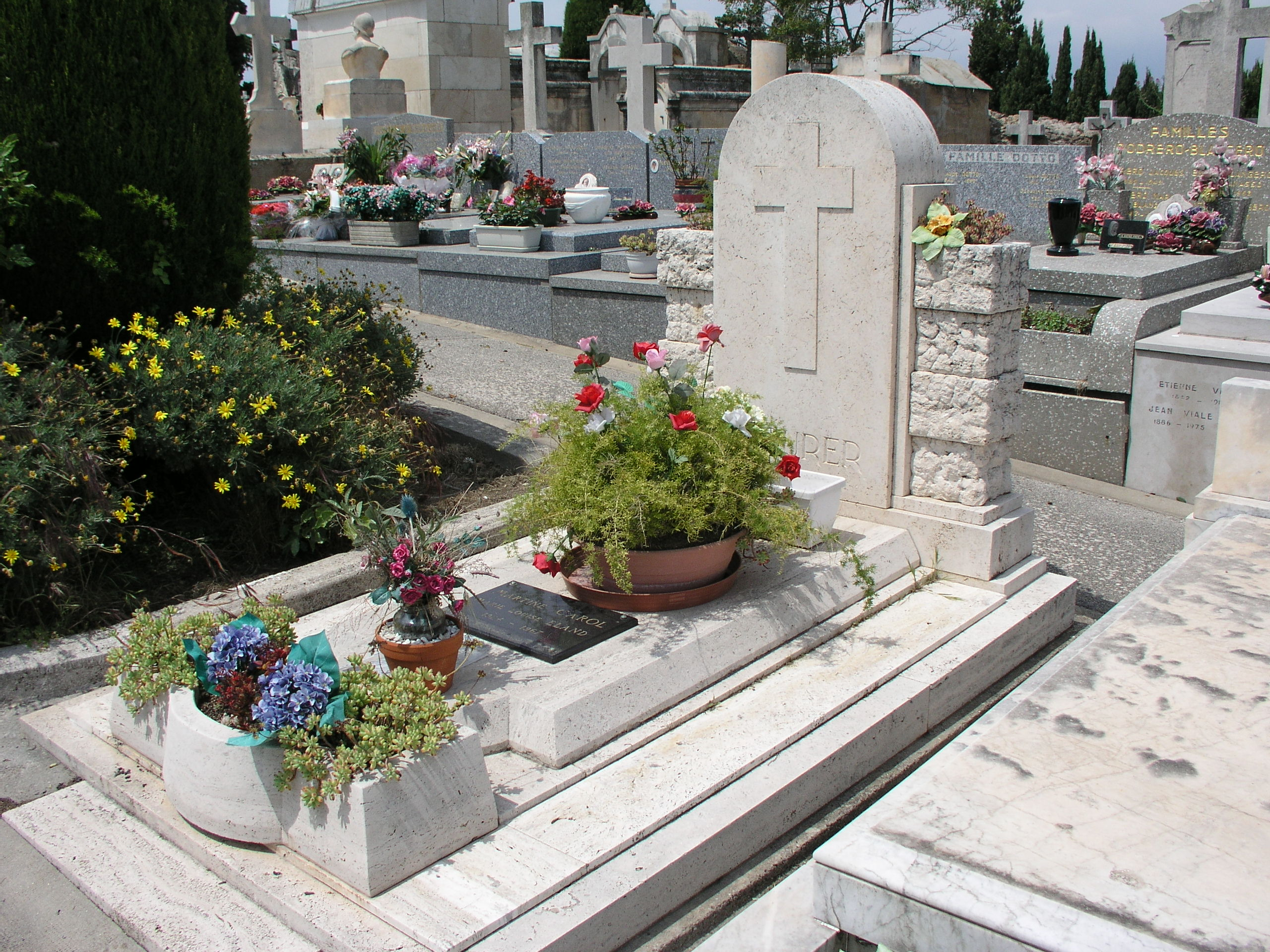
Begräbnisstätte Martine Carols
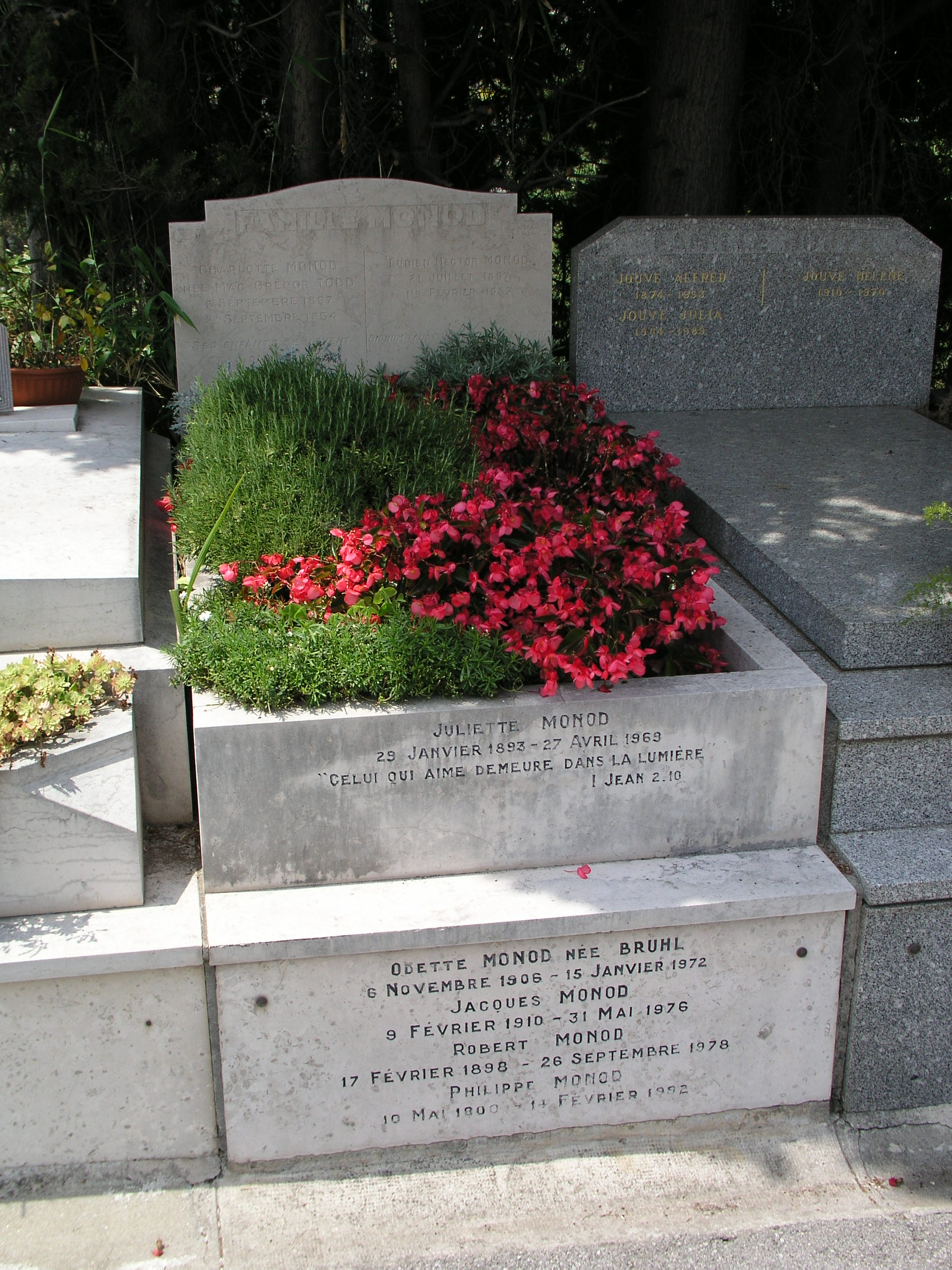
Grab von Jacques Monod
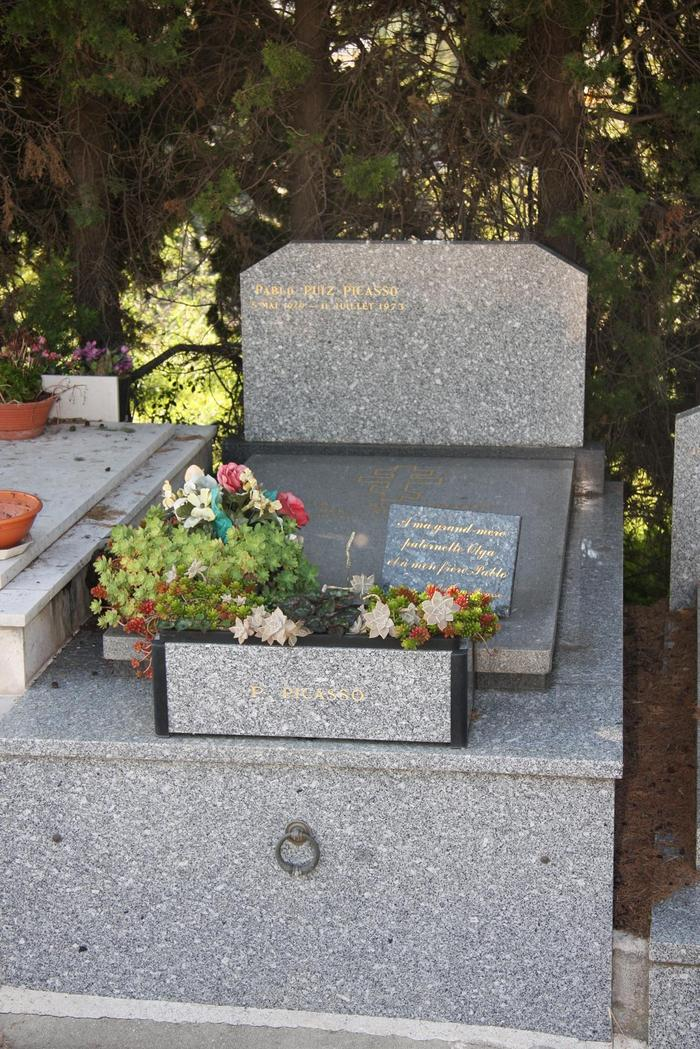
Begräbnisstätte von Picassos Ehefrau Olga